# Casa de la Vila (Riudoms)
La Casa de la Vila és una casa consistorial amb elements modernistes de Riudoms (Baix Camp) protegida com a Bé Cultural d'Interès Local.

## Descripció
Espaiós edifici bastit aprofitant una construcció anterior. Planta rectangular. Façana decorada amb esgrafiats. Porta gran, amb àmplia entrada que dona accés a les oficines a peu pla i, mitjançant una luxosa escala amb barana balustrada, al pis noble. Recentment ha estat renovada, amb obres que han deixat nets els antics calabossos municipals. A la façana hi ha dos escuts esgrafiats: el de l'estat, i el del poble. Entremig, un balcó amb balustres.

## Història
Fou remodelada el 1915 per l'arquitecte Pere Caselles i Tarrats amb la construcció de l'escalinata central de marbre i reformes que li retornaren l'aspecte senyorial, s'ensorrà la teulada el 26 d’octubre de 1917, havent de fer noves obres que finalitzaren el 1925. Es troba al carrer major, enfront de la plaça de l'Om i quasi davant de l'antic Hospital i la capella de la Verge Maria.